# 張崇嚴
張崇嚴，Linux中文延伸套件計劃（CLE）的主要開發者與第三代主持人。網路上常以candyz為代號。

## 簡歷
畢業於東海大學會計系。曾擔任東海大學管理學院資訊中心助教、頂高國際工程師、呈祺資訊資深工程師。目前服務於康全電訊 （页面存档备份，存于）。
張崇嚴是創始會員，曾任第一、二、三屆監事。台北開放原始碼使用者社群（TOSSUG）成員。

## 自由軟體貢獻
張崇嚴自1999年起參與鄭原忠發起的CLE計劃，並自CLE v0.9起成為主要開發人員。2000年8月接受CLE主持人黃志偉的邀請，加入頂高國際，協助CLE的開發工作。與黃志偉等合著「Linux中文延伸套件使用指南for CLE v0.9p1」。
2001年3月離開頂高後，8月再應黃志偉的邀請加入呈祺資訊擔任資深工程師。其間仍持續CLE的開發工作，推出CLE Gaga、miniCLE和LiveGK等作品。2006年1月離開呈祺資訊。
2002年10月10日 因發生Red Hat Linux 8.0移除中華民國國旗事件，張崇嚴以CLE計劃主持人身份於網路公開發起「抵制紅帽」的活動。
2006年11月 發布根基於倉頡三代的「亂倉打鳥」中文輸入法。
張崇嚴目前已很少出現在自由軟體的社群活動，不過仍持續維護CLE的官方網站各項服務至今。

## 外部連結
- Linux中文延伸套件計劃
- 張崇嚴個人部落格MacBlog
- Chung-Yen Chang